# Polymastia littoralis
Polymastia littoralis är en svampdjursart som beskrevs av Stephens 1915. Polymastia littoralis ingår i släktet Polymastia och familjen Polymastiidae. Inga underarter finns listade i Catalogue of Life.